# جيسون كلارك
جيسون كلارك (Jason Clarke) (ولد في 17 يوليو 1969) هو ممثل أسترالي معروف بأدوراه في 30 دقيقة بعد منتصف الليل (2012) و‌غاتسبي العظيم (2013) و‌بزوغ كوكب القرود (2014) وايفرست (2015)

## روابط خارجية
- جيسون كلارك على موقع IMDb (الإنجليزية)
- جيسون كلارك على موقع ألو سيني (الفرنسية)
- جيسون كلارك على موقع تيرنر كلاسيك موفيز (الإنجليزية)
- جيسون كلارك على موقع أول موفي (الإنجليزية)
- جيسون كلارك على موقع قاعدة بيانات الأفلام السويدية (السويدية)
- جيسون كلارك على موقع قاعدة بيانات الفيلم (الإنجليزية)
- جيسون كلارك على موقع كينوبويسك (الروسية)